# ピアノソナタ第18番 (ベートーヴェン)
ピアノソナタ第18番（ピアノソナタだいじゅうはちばん）変ホ長調 作品31-3は、ルートヴィヒ・ヴァン・ベートーヴェンが1802年に完成したピアノソナタ。『狩』の愛称で呼ばれることもある。

## 概要
1801年に着手され、第16番、第17番（テンペスト）のピアノソナタと並行して作曲された結果、1802年の初頭にはほぼ完成に至っていたとみられている。この曲が世に出されたのは1804年、楽譜出版者のハンス・ゲオルク・ネーゲリが刊行した『クラヴサン奏者演奏曲集』の中に第8番『悲愴』と合わせて収められたのが最初だった。現在の作品31が3曲まとめられたのは1805年にカッピが出版した版からである。新作のピアノソナタがひとつの作品番号にまとめられるのは作品31が最後となる。献辞は掲げられていない。
作品31の3曲中唯一4楽章制を採っているが、緩徐楽章を置かずに第2楽章にソナタ形式で2/4拍子のスケルツォ、第3楽章にメヌエットを配する風変りな構成となっている。『狩』という愛称は主に第4楽章の主題が狩猟用の角笛（ホルン）を想起させることに由来する。曲は全体的に明るい調子で貫かれているが、初期作品の平明さからは著しく発展した複雑さと演奏効果により、中期に位置づけるに相応しい充実した内容が盛り込まれている。

## 演奏時間
約20-23分

## 楽曲構成

### 第1楽章
Allegro 3/4拍子 変ホ長調
ソナタ形式。第1主題はII7の第1展開形の和音によって開始され、調性が確定するのは8小節目になってからである（譜例1）。音響上の新たな試みの他、楽節構造にも新しいものがみられる。譜例1の3小節目から6小節目にみられるリズム要素は、楽章全体に通底する主要モチーフとして扱われていくことになる。
譜例1
第1主題に基づく経過が終わると、第2主題は変ロ（ホ）長調のアルベルティ・バスの上に軽快に歌われる（譜例2）。
譜例2
即興的なパッセージを挟んで第2主題が変奏されつつ繰り返され、爽やかなコデッタで閉じられて提示部の反復となる。展開部は冒頭リズムで開始され、提示部に現れた様々なリズム素材を駆使して展開される。滑らかに再現部へ接続されると変ホ長調で両主題が再現され、第1主題並びにその経過句からなるコーダによってさっぱりと終結する。

### 第2楽章
Scherzo, Allegretto vivace 2/4拍子 変イ長調
スケルツォ、ソナタ形式。スケルツォは3拍子系の拍子を取るのが通例であるが、ベートーヴェンはここで2拍子を選択した。ほぼ楽章全体をスタッカートの骨ばった音型が支配しており、聴く者に管弦楽的な音色を感じさせる。まず、第1主題がスタッカートの音型の上に出される（譜例3）。

譜例3
譜例3が繰り返された後、ピアニッシモで速度を緩やかに落としたところで突如フォルテッシモが打ち鳴らされて衝撃が走る。経過句を置いて譜例4の第2主題の提示となる。
譜例4
コデッタは第2主題を素材としており、小気味良く進行して提示部を反復する。展開部ではまず第1主題が現れるがただちに第2主題へと接続され、再び第1主題が扱われるもののすぐに64分音符の音型に取って代わられる。その後、下りながら勢いを弱めて再現部となる。再現部は変化を伴いつつも定法に沿って進み、短いコーダを経て弱音で軽く結ばれる。

### 第3楽章
Menuetto, Moderato e grazioso 3/4拍子 変ホ長調
伝統に則った優美なメヌエット。ベートーヴェンはこの作品を最後にメヌエットをピアノソナタに用いておらず、そのことに前世紀の方法論と決別して前進しようとする作曲者の意志を見出す向きもある。まず譜例5が穏やかに歌われる。
譜例5
メヌエット部は二部形式となっており、各々の部分が反復される。後半部の主題も譜例5から導かれている。トリオの主題はやや動きのあるもの（譜例6）。
譜例6
譜例6冒頭に基づくエピソードが挿入された後に譜例6が回帰し、反復後にメヌエットへと戻っていく。最後に8小節のコーダが付けられ、舞踏の華やぎに静かに幕が下ろされる。

### 第4楽章
Presto con fuoco 6/8拍子 変ホ長調
ソナタ形式。前向きな力に満ちた煌びやかな楽章。左手にタランテラを思わせる激しいリズムが提示され、それが全曲を支配している。下降する第1主題はそのリズムの上に提示される（譜例7）。
譜例7
続いて狩りを連想させる楽想が挿入される（譜例8）。譜例8はこれ以降の楽章中でも頻繁に姿を見せる。
譜例8
譜例8に接続されて変ロ長調の第2主題が提示される（譜例9）。
譜例9
結尾句では譜例8が8分音符の上に出され、一息つくと提示部の反復となる。展開部で最初に扱われるのは譜例8であるが、第1、第2主題のリズムがタランテラ風の伴奏音型と相俟って息もつかせず進行する。さらに譜例8などが展開されるうち、やがて伴奏音型だけを両手で奏するようになり徐々に音量を下げていく。唐突なフォルテによって再現部が始まり、変ホ長調の第1主題に続いて第2主題は変ト長調になって再現される。コーダは右手がタランテラのリズムを刻む中、左手がその上下に譜例7を出しつつ高まっていく。2度の頂点を経るとやや落ち着きを取り戻し、最後は第1主題をユニゾンで奏して力強く全力を閉じる。

## 備考
カミーユ・サン＝サーンスは、第3楽章のトリオを基にして二台ピアノのための『ベートーヴェンの主題による変奏曲』作品35を1874年に作曲している。
ヴィルヘルム・バックハウスは1969年のリサイタルでこのピアノソナタの第3楽章を演奏中に心臓発作を起こし、それが彼の最後の演奏会となった。